# 宇津井健
宇津井 健（うつい けん、1931年〈昭和6年〉10月24日 - 2014年〈平成26年〉3月14日）は、日本の俳優。身長173cm、血液型はA型。東京府東京市深川区（現在の江東区）出身。
俳優座養成所（第4期生）を経て、新東宝に入社。新東宝倒産後は大映に移籍、大映倒産後はフリーとなる。大映在籍時からテレビドラマにも進出し、以来60年近くに渡り第一線で活躍した。代表作は『スーパージャイアンツ』シリーズ、『ザ・ガードマン』、『新幹線大爆破』、『赤いシリーズ』、『さすらい刑事旅情編』、『信長 KING OF ZIPANGU』、『渡る世間は鬼ばかり』など。
特技は乗馬、ナイフ製作。最終所属はサムデイ。

## 来歴・人物
千葉県立千葉高等学校卒業。早稲田大学第一文学部演劇専修中退。勝新太郎とは幼馴染であった。大学時代は馬術部に所属。在学中の1952年に俳優座養成所に第4期生として入団。同期には佐藤慶・中谷一郎・仲代達矢・佐藤允らがいる。この間に1953年の映画『思春の泉』で初主演をした。配役理由は「裸馬を乗りこなす」ことが条件だったため、適任者がなかなか見つからず、宇津井に白羽の矢がたった。仲代、佐藤慶、中谷からは「ほんとにもう……。健ちゃん、馬に乗れて良かったね」と羨ましがられた。
翌1954年に新東宝に入社し、若手スターとして活躍、『鋼鉄の巨人（スーパージャイアンツ）シリーズ』では主演を務めた。新東宝が倒産した1961年には大映に移り、映画では脇に回ることが多くなる。
1960年代半ばから1980年代前半まで、大映テレビの大黒柱として同社制作による数多くのテレビドラマに出演する。
1965年に開始された『ザ・ガードマン』は、30%を超える高視聴率をマークし、1971年までの約7年に亘って放映された代表作の1つ。
山口百恵と共演した「赤い」シリーズでは「山口百恵の父親役」で百恵とともに一世を風靡。また、「赤い」シリーズの前作となるTBS系ドラマ『顔で笑って』では、主題歌「パパは恋人」を山口百恵とデュエットしている。
『たんぽぽ』出演以降、橋田壽賀子作品にはたびたび起用され、「橋田（石井）ファミリー」の一員と見なされた（2006年4月6日からは、11年ぶりに『渡る世間は鬼ばかり』で藤岡琢也に代わり岡倉大吉<主役>を演じていた）。
平成に入ってからは『ごくせん』にて主人公の祖父役で出演し、宇津井になじみの薄かった若い世代にも顔が知られた。
子供思いの父親・祖父役に当たり役が多く、「温厚で気が優しく根は熱血」といった役柄が多かった（悪役を演じることは滅多になかった）。
自宅にはトレーニングルームがあり、テレビショッピングで購入したトレーニング機器が沢山置かれている。ただし有酸素運動は嫌いだという。また、ドラマの収録時の空き時間には持参した鉄アレイで体を鍛えていた。座右の銘は「才能の器は小さい、努力の器は大きい」。
2014年3月14日午後6時5分、愛知県名古屋市の病院にて慢性呼吸不全のため死去。82歳没。2013年ころから肺気腫を患い、知人の医師が勤務する名古屋市の病院に通院していたが、死去の1週間程前から容態が急変、11日には緊急入院し処置を受けていた。
2006年4月に最初の妻を亡くした。その後、一般女性と内縁関係を築くようになり、宇津井の死去当日にその女性と再婚していた。その女性が宇津井の告別式で喪主を務めた。
宇津井の死去を受けて、主演ドラマ『ザ・ガードマン』の企業モデルとなったセコムがオフィシャルツイッターにて追悼コメントを発表し、長年の親友だった仲代達矢が「私1人が取り残された」と故人を偲んだ。墓所は川崎市春秋苑。
映画作品の遺作は、2013年8月31日公開『劇場版 タイムスクープハンター -安土城 最後の一日-』。テレビドラマの遺作は2013年5月27日、6月3日の2週にかけて前・後編で放送された『渡る世間は鬼ばかり 2013年スペシャル』であった。最後の渡鬼収録時は肺気腫の影響もあって呼吸が困難であったため、撮影の合間に呼吸器をつけて息を整えながら臨み、1分以上の長台詞も最小限に抑える配慮の下で無事に乗り切った。
2014年4月20日にテレビ朝日で放送された『相棒 -劇場版II- 警視庁占拠! 特命係の一番長い夜』において、エンディング場面で追悼のテロップが流された。5月1日、ホテルオークラ東京でお別れの会が開かれ、水谷豊、三浦友和ら1000人が出席した。

## 乗馬
早稲田大学に入学直後、新宿で颯爽と馬に乗る同大学の馬術部員に惹かれ、馬術部に入部。以来、乗馬歴は60年に及び、乗馬技術のみならず馬の習性・乗馬用具にも造詣が深く、日本の俳優の中でも、屈指の馬術の達人の一人として挙げられている。上述の通り、乗馬のおかげで初主演を早々に得るなど、「役者としての幸運なスタートが切れたのも、ひとえに乗馬のおかげ」と語っている。映画・テレビドラマで乗馬のシーンでは愛馬を持ち込み撮影に臨むほどで、『武田信玄 (NHK大河ドラマ)』の第四回川中島の戦いでは、愛馬を駆っているシーンを観ることができる。
自身の愛馬はアメリカ合衆国やアラビアから輸入したものを自ら調教し、暇さえあれば愛馬を預けてある山梨県の牧場に通っていた。70歳の時に妻が病気になったため、愛馬を手放し、一旦乗馬を止めたが、2011年11月22日に放送されたドキュメンタリー番組『旅のチカラ　「宇津井健80歳 馬上人生を過ぐ」』（NHKBSプレミアム）では10年ぶりに乗馬をした。かつて輸入したかったが、いろいろな障害で愛馬にできずに断念した、念願のアンダルシア馬で、1泊2日の乗馬旅をしている。馬肉も食し「お皿の上に乗っかっている物を可哀想がっても仕方ない。おいしく頂く事が供養だ」と語っていた。

## エピソード
- 長きにわたる芸能生活で、仕事に遅刻したことや休んだことは1度もなかった。
- 俳優座の同期に仲代達矢がおり、仲が良い友人の一人である（年齢は宇津井が1歳年上である）。2009年7月16日放送の『徹子の部屋』に仲代と一緒に出演したことがある。
- 『赤いシリーズ』等多くの大映ドラマで共演した三浦友和（本名・稔）の芸名の名付け親でもあり、芸名の"和"という字は、宇津井の親友である大映テレビの野添和子プロデューサーの名前「和子」から拝借して名付けた。なお、三浦のデビュー作は宇津井主演・野添プロデュースの『シークレット部隊』である。
- 自身の結婚式の仲人は、自身が1960年に初主演したテレビドラマ『人生劇場』の作家・尾崎士郎が務めた[3]。
- 自宅では次男家族と同居しており、宇津井は2階建ての1階部分に住んでいた[3]。
- 長男の宇津井隆（うつい・りゅう）はフジテレビに入社し総合事業局イベント事業センターイベント事業局長などを務めた。隆は1980年代よりとんねるずと親交があり、とんねるずのオールナイトニッポン内のトークでよく名前が出てきたほか、2005年6月23日の『とんねるずのみなさんのおかげでした』に出演もした。
- 長らく東京・成城に居住していた。朝食は毎日自分で作っていたが、成城時代は近所に飲食店も多く、外食するには便利な街だったと取材で回想し、街への謝意を述べている[3]。
- 深夜にテレビ放映される通販番組が好きで、健康関連のグッズをよく購入していたという。また、ジーンズは約40本持っていて、そのサイズは全て31インチだった[3]。
- 2005年の自身の誕生日に、重病を患うもクリスチャンになり気丈に振舞っていた妻の姿に心を打たれ、宇津井自身もクリスチャンに改宗した[15]。
- 自身を切磋琢磨する方法の一つとして、ヒップホップダンスを習っていたことがあった。月謝を払って講師と向き合うその緊張感を楽しんでいたという[16]。
- 50歳で一時は1日60本吸っていたたばこを止め、60歳で飲酒も止めている。一時は米も食べず、タンパク質を摂るのも制限していたことがあった。「スケジュールや枠を作るなどして自分を律する」ということを好んでいたという[3]。米を食べていない間は、ドラマの食事シーンにて大根おろしで代用していたほどだった[4]。
- 小柳ゆきのファンで、車での移動中は小柳の曲を聴きながらリズムを取り体を揺らしたりしていた。また、ライブにもよく行っていた[4]。
- 俳優業については、「俳優が年齢に流されて年老いてゆくのは良くないことだ」「自分を常に発展途上にしておきたい」「役者は常に死ぬまで人に教わるもので、進歩しない役者は意味のない存在だ」と述べている[16]。
- 『ザ・ガードマン』の共演者だった倉石功から「そろそろ嫁さんが欲しい」と相談された宇津井が、自身が贔屓にしていた料亭の娘に「金は持っていないけど堅実な男がいるから」と言って倉石を紹介して引き合わせた。倉石はその女性と交際期間半年で結婚した[17]。
- 関根勤と小堺一機が出演していたラジオ番組『コサキン』シリーズにおいては、『スーパージャイアンツ』で宇津井が演じた主人公の股間部が目立ったことに端を発した宇津井の股間ネタが頻繁に扱われ、さらに『新幹線大爆破』や『少女に何が起ったか』、関根も出演した『赤い激突』における宇津井の演技もネタにされた。だが宇津井は、番組内で「江戸前でキュート」と評しているようにこの2人には好感を持っており、ラジオにも度々ゲスト出演、小堺が司会の『ライオンのごきげんよう』にも出演している。
- 2006年4月12日、長年連れ添った夫人が膵臓癌のため亡くなった。死去した当日も、宇津井は普段通りの様子でラジオやドラマ『渡る世間は鬼ばかり』の仕事をこなした。この時、石井ふく子プロデューサーは「奥さんの死を口止めされていた。セリフもつかえることなく、変わらず仕事をする宇津井さんには本当にプロフェッショナルを感じた。頭が下がる思い」と語っている[3]。
- 藤原紀香と所属事務所が同じだった縁で、藤原と陣内智則の結婚披露宴では乾杯の音頭を取った。なお、事務所と契約したのが宇津井の方が後のため、事務所内では藤原が「先輩」なんですと披露宴の際に逸話を語った。
- 60年近い芸歴でありながら、過去に「犯人役」を演じたことが無く、テレビ朝日系『相棒』に「この作品なら犯人役として参加したい」と自らラブコールをしていた。結果、『相棒』シーズン9「予兆」と「相棒 -劇場版II- 警視庁占拠! 特命係の一番長い夜」で犯人役ではないが、ストーリーの鍵となる役で参加することになった[18]。

## 略歴
- 1950年 早稲田大学第一文学部演劇専修入学
- 1952年 俳優座養成所に第4期生として入所
- 1953年 俳優座製作映画「思春の泉」主演抜擢
- 1954年 新東宝（株）と契約後、早稲田大学第一文学部演劇専修中退
- 1961年 大映（株）と契約。
- 1971年 大映倒産後、大映テレビ（株）に自動契約
- 1995年 （株）サムデイと専属契約。
- 2007年 橋田賞特別賞を受賞

## 出演作品

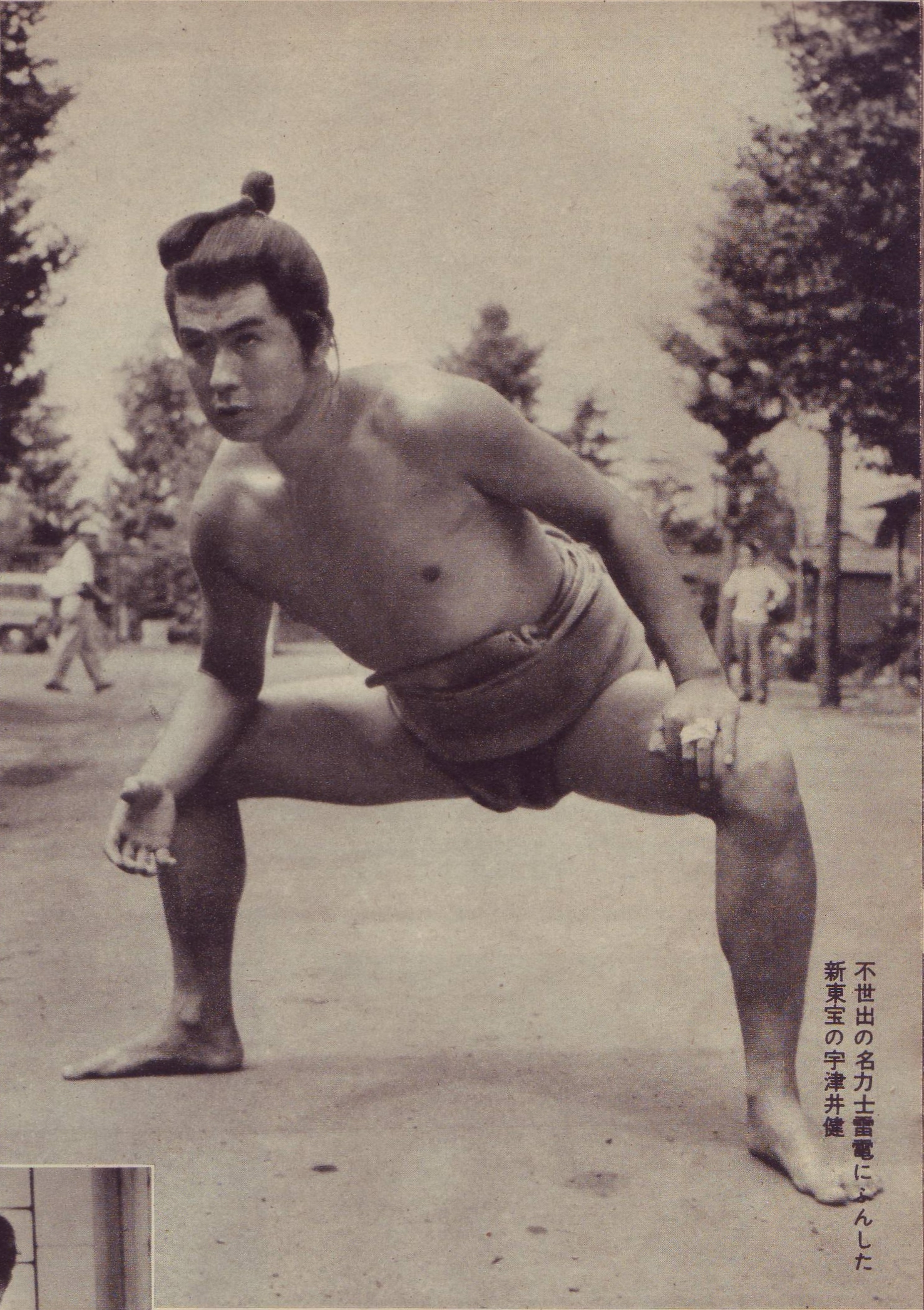
『雷電』（1959）

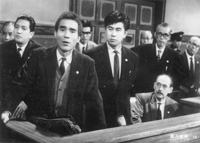
『松川事件』(1961) での宇津井（中央）。左は宇野重吉

### 映画
- 思春の泉（1953年、新東宝） - 時造 役 ※映画デビュー作
- レスリング・チャンピオン 日本の虎（1954年、新東宝） - 船戸昭一 役
- 日本敗れず（1954年、新東宝） - 中原大尉 役
- 人間魚雷回天（1955年、新東宝） - 村瀬少尉 役
- 一寸法師（1955年、新東宝） - 小林章三 役
- 青春怪談（1955年、新東宝） - 宇都宮慎一 役
- のんき裁判（1955年、新東宝） - 被告 役
- 母の曲（1955年、新東宝） - 加賀美健二 役
- たそがれ酒場（1955年、新東宝） - 鱒見 役
- 美女決闘（1955年、新東宝） - 月ノ輪四郎 役
- 花真珠（1955年、新東宝） - 木内作之助 役
- 三等社員と女秘書（1955年、新東宝） - 山下健太 役
- 風流交番日記（1955年、新東宝） - 花園巡査 役
- 息子一人に嫁八人（1955年、新東宝） - 小坂栄一 役
- 母ふたり（1955年、新東宝） - 清水義雄 役
- 君ひとすじに（1956年、新東宝） - 宗方信一 役
- 黒猫館に消えた男（1956年、新東宝） - 有馬信一郎 役
- 剣豪対豪傑 誉れの決戦（1956年、新東宝） - 犬飼土佐之助 役
- 続・君ひとすじに（1956年、新東宝） - 宗方信一 役
- 暴力の王者（1956年、新東宝） - 武藤猛 役
- 女真珠王の復讐（1956年、新東宝） - 木崎芳男 役
- 君ひとすじに 完結篇（1956年、新東宝） - 宗方信一 役
- 世紀の勝敗（1956年、新東宝） - 白井光彦 役
- 軍神 山本元帥と連合艦隊（1956年、新東宝） - 三島航空参謀 役
- 波止場の王者（1956年、新東宝） - 水野三郎 役
- 海の三等兵（1957年、新東宝） - 宇多中尉 役
- 警察官（1957年、新東宝） - 山口俊介 役
- リングの王者 栄光の世界（1957年、新東宝） - 塚本新一郎 役
- 明治天皇と日露大戦争（1957年、新東宝） - 広瀬少佐 役
- スーパージャイアンツシリーズ（新東宝） - スーパージャイアンツ 役
  - 鋼鉄の巨人（1957年）
  - 続 鋼鉄の巨人（1957年）
  - 怪星人の魔城（1957年）
  - 地球滅亡寸前（1957年）
  - 人工衛星と人類の破滅（1957年）
  - 宇宙艇と人工衛星の激突（1958年）
  - 宇宙怪人出現（1958年）
- 坊ちゃんの特ダネ記者（1957年、新東宝） - 大木浩介 役
- 荒海の王者（1957年、新東宝） - 多田次郎 役
- 肉体女優殺し 五人の犯罪者（1957年、新東宝） - 西村弘二 役
- 将軍家光と天下の彦左（1957年、新東宝） - 荒木又右衛門 役
- 戦雲アジアの女王（1957年、新東宝） - 王謹明 役
- 世界の母（1958年、新東宝） - 三男・修三 役
- 天皇・皇后と日清戦争（1958年、新東宝） - 三浦虎次郎三等兵曹 役
- 女体棧橋（1958年、新東宝） - 吉岡圭三 役
- 新日本珍道中 西日本の巻（1958年、新東宝） - 宇山健 役
- 姑娘と五人の突撃兵（1958年、新東宝） - 杉山少尉
- 人喰海女（1958年、新東宝） - 根岸五郎 役
- 白線秘密地帯（1958年、新東宝） - 田代刑事 役
- 続・新日本珍道中 東日本の巻（1958年、新東宝） - 男優 役
- 爆笑王座征服（1958年、新東宝） - キャバレーの青年 役
- 女王蜂の怒り（1958年、新東宝） - ハリケーンの政 役
- 重臣と青年将校 陸海軍流血史（1958年、新東宝） - 安藤輝三 役
- 続・殺人犯七つの顔 解決篇（1959年、新東宝）
- 戦場のなでしこ（1959年、新東宝） - 吉成健次 役
- 続 スーパージャイアンツシリーズ（新東宝） - 大賀一平（スーパージャイアンツ） 役
  - 悪魔の化身（1959年）
  - 毒蛾王国（1959年）
- 猛吹雪の死闘（1959年、新東宝） - 粕谷五郎 役
- 日本ロマンス旅行（1959年、新東宝） - 僧・定山 役
- 嵐に立つ王女（1959年、新東宝） - 山科晴彦 役
- 人間の壁（1959年、新東宝） - 穴山先生 役
- 雷電（1959年、新東宝） - 太郎吉 役
- 続 雷電（1959年、新東宝）
- 海豹の王（1959年、新東宝） - あざらしの辰 役
- 東海道弥次喜多珍道中（1959年、新東宝） - 森の石松 役
- 地下帝国の死刑室（1960年、新東宝） - 秋山健作 役
- 太平洋戦争 謎の戦艦陸奥（1960年、新東宝） - 金田中尉 役
- 爆発娘罷り通る（1960年、新東宝）
- 女と命をかけてブッ飛ばせ（1960年、新東宝） - 松崎一夫 役
- 皇室と戦争とわが民族（1960年、新東宝） - 畑中少佐 役
- 反逆児（1960年、新東宝） - 三上 役
- 少女妻 恐るべき十六才（1960年、新東宝） - 黒木 役
- 弥次喜多珍道中 中仙道の巻（1960年、新東宝） - 伊那の勘太郎 役
- 怒号する巨弾（1960年、新東宝） - 宇野次郎 役
- まぼろし探偵 恐怖の宇宙人（1960年、新東宝） - 山部デスク 役
- まぼろし探偵 幽霊塔の大魔術団（1960年、新東宝） - デスク山部 役
- 東海道非常警戒（1960年、新東宝） - 山内一郎 役
- 恋愛ズバリ講座（1961年、新東宝） - 消防団長 役
- 誰よりも金を愛す（1961年、新東宝） - 医者 役
- 松川事件（1961年、松川事件劇映画製作委員会） - 大塚弁護人 役
- 恋しぐれ 秩父の夜祭り（1961年、新東宝） - 時雨の半次郎 役
- 「粘土のお面」より かあちゃん（1961年、新東宝） - 巡査 役
- 東京の夜は泣いている（1961年、新東宝） - 滝正哉 役
- 荒原の掠奪者（1961年、新東宝） - 月鉄之助総領息子 役
- 献身（1961年、大映） - 柏木啓 役
- 強くなる男（1961年、大映） - 沢田七郎 役
- 嫉妬（1962年、大映） - 安西光夫 役
- 誘拐（1962年、大映） - 百谷泉一郎 役
- 情熱の詩人 琢木（1962年、大映） - 金井一明 役
- 熱砂の月（1962年、大映） - バンジャ 役
- やっちゃ場の女（1962年、大映） - 村田 役
- 長脇差忠臣蔵（1962年、大映） - 掛川の次郎吉 役
- 青葉城の鬼（1962年、大映） - 久世大和守 役
- 御身（1962年、大映） - 長谷川虎男 役
- 秦・始皇帝（1962年、大映） - 太子丹 役
- 禁断（1962年、大映） - 酒井明 役
- 陽気な殿様（1962年、大映） - 松平長七郎 役
- 黒の報告書（1963年、大映） - 城戸明 役
- 八月生れの女（1963年、大映） - 村瀬力 役
- 嘘（1963年、大映） - 警部補 役
- 黒の死球（1963年、大映） - 柏木茂久 役
- 風速七十五米（1963年、大映） - 田村信一郎 役
- 黒の商標（1963年、大映） - 杉野浩治 役
- 巨人 大隈重信（1963年、大映） - 大隈重信 役
- 暗黒街NO.1（1963年、大映） - 香港ジョー 役
- 殺られる前に殺れ（1964年、大映） - 南健次 役
- 昨日消えた男（1964年、大映） - 兼四郎 役
- 犯罪教室（1964年、大映） - 佐々木良平 役
- 黒の切り札（1964年、大映） - 大崎稔 役
- 海底犯罪NO.1（1964年、大映） - 二宮二郎 役
- 検事霧島三郎（1964年、大映） - 霧島三郎 役
- 幸せなら手をたたこう（1964年、大映） - 佐々木正 役
- 大捜査網（1965年、大映） - 津川警部 役
- 女めくら物語（1965年、大映） - 木越 役
- 雲を呼ぶ講道館（1965年、大映） - 安濃理五郎 役
- 無法松の一生（1965年、大映） - 吉岡小太郎 役
- ザ・ガードマン 東京用心棒（1965年、大映） - 高倉主任 役
- ザ・ガードマン 東京忍者部隊（1966年、大映） - 高倉主任 役
- 殺人者（1966年、大映） - 三田村 役
- ごんたくれ（1966年、大映） - 滝大介 役
- 小さい逃亡者（1966年、大映） - 田端先生 役
- 海のGメン 太平洋の用心棒（1967年、大映） - 小日向啓一 役
- ジェットF104脱出せよ（1968年、大映） - 渡辺二等空佐 役
- あゝ海軍（1969年、大映） - 岡野大尉 役
- あゝ陸軍隼戦闘隊（1969年、大映） - 三宅少佐 役
- ボクは五才（1970年、大映） - 安二郎 役
- 新幹線大爆破（1975年、東映） - 倉持 役
- パンダ物語 熊猫的故事（1988年、東宝） - 宮脇誠一 役
- 催眠（1999年、東宝） - 櫻井孝典 役
- シベリア超特急3（2002年、IMAGICA） - 宮城伝蔵 役
- 銃声 LAST DROP OF BLOOD（2003年、ザナドゥー） - 浜崎署部長 役
- 死に花（2004年、東映） - 伊能幸太郎 役
- 鳶がクルリと（2005年、東映） - 池谷定吉 役
- 大停電の夜に（2005年、アスミック・エースエンタテインメント） - 国東義一 役
- マリと子犬の物語（2007年、東宝） - 石川優造 役
- ごくせん THE MOVIE（2009年、東宝） - 黒田龍一郎 役
- 沈まぬ太陽（2009年、東宝） - 阪口清一郎 役
- 相棒 -劇場版II- 警視庁占拠! 特命係の一番長い夜（2010年、東映） - 金子文郎 役
- HOME 愛しの座敷わらし（2012年、東映） - 松本 役
- シグナル〜月曜日のルカ〜（2012年、ショウゲート） - 杉本剛造 役
- 相棒シリーズ X DAY（2013年、東映） - 金子文郎 役
- 劇場版 タイムスクープハンター -安土城 最後の一日-（2013年、ギャガ） - 一ノ瀬忠文 役 ※映画作品の遺作

### テレビドラマ
☆は大映テレビ制作作品。

#### NHK
- 新西洋事情（1977年）
- 銀河テレビ小説
  - 男が家を出るとき（1985年） - 南郷悠治 役
- 大河ドラマ
  - いのち（1986年） - 坂口一成 役
  - 武田信玄（1988年） - 直江実綱 役
  - 信長 KING OF ZIPANGU（1992年） - 林通勝 役
  - 葵 徳川三代（2000年） - 毛利輝元 役
  - 武蔵 MUSASHI（2003年） - 児島備前 役
  - 天地人（2009年） - 前田利家 役
- 黄昏の赫いきらめき（1989年） - 日高剛 役
- 荒木又右衛門 決戦・鍵屋の辻（1990年） - 河合甚左衛門 役
- ごめんねコーちゃん（1990年）
- 連続テレビ小説 ぴあの（1994年） - 桜井章一郎 役
- 土曜ドラマ
  - 大地の子（1995年） - 柿田潔 役
  - 流通戦争（1998年） - 島崎克也 役
  - チャンス（2010年） - 木川仙次郎 役
- 上杉鷹山-二百年前の行政改革-（1998年） - 上杉重定 役
- 金曜時代劇 新・腕におぼえあり（1998年） - 仙吉 役
- ブルーもしくはブルー 〜もう一人の私〜（2003年） - 橘耕三 役
- ディロン〜運命の犬ふたたび（2008年） - 篠原喜美夫 役

#### 日本テレビ系
- たんぽぽ（1973年・1975年・1976年・1977年・1978年） - 高根元 役
- 竹とんぼ（1980年） - 善兵衛 役
- 源さん（1983年） - 猪刈源太郎 役
- 女たちの百万石（1988年） - 前田利家 役
- ぼくの娘を盗むのですか（1991年）
- 明日があるさスペシャル（2002年）
- ごくせんシリーズ（2002年・2005年・2008年） - 黒田龍一郎 役
- おとなの夏休み（2005年） - 為さん 役
- 美貌のメス 脳神経外科医・津山慶子（2007年） - 清野修次郎 役
- 黄金の豚-会計検査庁 特別調査課-（2010年） - 久留米勲 役

#### TBS系
- 松本清張シリーズ・黒い断層 「張込み」（1960年） - 柚木刑事 役
- ザ・ガードマン☆（1965年-1971年） - 高倉隊長 役
- 東芝日曜劇場 春や春（1966年）
- シークレット部隊☆（1972年） - キャプテン大和 役
- 燃える兄弟☆（1972年） - 大和孝 役
- 顔で笑って☆（1973年-1974年） - 山田大吉 役
- 赤いシリーズ☆（赤い絆・赤い魂除く）[注釈 2]
  - 赤い迷路（1974年-1975年） - 結城正人 役
  - 赤い疑惑（1975年-1976年） - 大島茂 役
  - 赤い運命（1976年） - 吉野信人 役
  - 赤い衝撃（1976年-1977年） - 江崎ナツキ 役
  - 赤い激流（1977年） - 大沢武 役
  - 赤い激突（1978年） - 大谷高 役
  - 赤い嵐（1979年-1980年） - 神崎進作 役
  - 赤い死線（1980年） - 中年紳士 役
- 事件狩り☆（1974年） - 第5話ゲスト 役
- 夜明けの刑事☆ 第1-5、7、14、43話（1974年-1975年） - 東英介署長 役
- 女と味噌汁31（1975年）
- 薔薇海峡☆（1978年-1979年） - 川島俊夫 役
- 女たちの忠臣蔵（1979年） - 大石内蔵助 役
- オレンジ色の愛たち（1979年） - 柘植良平 役
- 心（1980年） - 一村平 役
- 野々村病院物語（1981年） - 野々村隆之 役
- ひまわりの歌☆（1981年-1982年） - 大木英介 役
- 野々村病院物語II（1982年-1983年） - 野々村隆之 役
- 年ごろ家族（1984年） - 榎健一郎 役
- 松本清張スペシャル・黒い福音（1984年） - 藤沢部長刑事 役
- 花のこころ（1985年） - 永井尚政 役
- 少女に何が起ったか☆（1985年） - 鈴木検事 役
- 遊びじゃないのよ、この恋は☆（1986年） - かおるの父 役
- 美に捧げる犯罪（1987年） - 榊信吉 役
- 空港で待つ女（1989年）
- 愛すべき酔っぱらいに捧ぐ（1990年）
- 太陽へのラブレター（1990年）
- デパート!夏物語☆（1991年） - 相馬秀之（第7話以降、中条静夫の代役） 役
- 東芝日曜劇場 三十ふり袖（1993年） - 嘉兵衛 役
- プリティガール（2002年） - 高嶺遼太郎 役
- 初蕾（2003年） - 梶井良左衛門 役
- 赤い疑惑（リメイク版）☆（2005年） - ナレーション
- 渡る世間は鬼ばかり（2006年 - 2013年） - 岡倉大吉 役（※第8シリーズで藤岡琢也の代役となり、死去に伴い後任になった。2013年スペシャルがテレビドラマ遺作）[19]
- ある愛の詩（2006年） - 七瀬留吉 役
- 山田太郎ものがたり（2007年） - 一ノ宮校長 役
- 被取締役新入社員（2008年） - 川崎又三郎 役

#### フジテレビ系
- 何処へ（1960年） - 伊能琢磨 役
- 飢える魂（1960年）
- 侍 第10回・第19回（1961年）
- 検事（1961年-1963年）（所属していた大映の圧力により途中降板）
- わたしの可愛いひと（1986年） - 大坪直治 役
- 父たちの物語（1988年）
- ブランド（2000年） - 川嶋哲雄 役
- ムコ殿（2001年） - 新井真澄 役
- 東京物語（2002年） - 平山周吉 役
- LONG LOVE -遠嫁日本-（2002年、BSフジ） - 豊原彰 役
- 突撃!おばちゃん探偵 伊集院さゆりの事件簿（2003年） - 加藤聡 役
- 新春ドラマスペシャル 秋刀魚の味（2003年） - 平山周平 役
- お義母さんといっしょ（2003年） - 大林渡 役
- 海のオルゴール（2003年） - 竹内てるよの祖父 役
- フジ子・ヘミングの軌跡（2003年） - 耳鼻科医 役
- 9・11 NYテロ真実の物語（2004年） - 杉山陽一の父 役
- 熱き夢の日〜日韓ワールドカップ・真実の裏側〜（2004年） - 長沼健 役
- 危険なアネキ（2005年） - 皆川源太郎 役
- 鬼平犯科帳スペシャル 一本眉（2007年） - 清洲の甚五郎 役
- 金曜プレステージ クッキングパパ（2008年、テレビ西日本製作） - 佐倉永吉 役
- 長生き競争!（2008年、東海テレビ製作） - 白石聡 役
- ぼくの夏休み（2012年） - 青山和也 役
- 世にも奇妙な物語 2012年 秋の特別編「相席の恋人」（2012年） - 相席の男 役

#### テレビ朝日系
- にんじんの詩（1972年、NET） - 出島俊介 役
- さすらい刑事旅情編シリーズ（1988年-1995年） - 高杉俊介 役
- 車椅子の弁護士・水島威シリーズ（1996年-2004年） - 水島威 役
- 忍者がえし水の城（1996年） - 福島正則、茂市 役
- 快刀!夢一座七変化（1996年-1997年） - 花村夢十郎 役
- 藤沢周平の用心棒日月抄 第7話（1997年） - 垣見五郎兵衛 役
- オヤジ探偵2 第1話（2002年） - 白瀬又三郎 役
- 京都地検の女3 第1話（2006年） - 糀谷辰夫 役
- ビートたけし×松本清張 点と線（2007年） - 三原紀一 役
- サラリーマン金太郎 第1シリーズ（2008年） - 大和守之助 役
- 忠臣蔵 音無しの剣（2008年） - 松平直矩
- サラリーマン金太郎 第2シリーズ（2010年） - 大和守之助 役
- 外科医 須磨久善（2010年） - 高村達郎 役
- 相棒 season9 第9話（2010年） - 金子文郎 役
- 都市伝説の女（2012年） - 小栗龍太郎 役

### 舞台
- 結婚する手続き
- 60歳のラブレター
- 初蕾
- ナツひとり-届かなかった手紙-
- 女たちの忠臣蔵

### ドキュメンタリー
- 旅のチカラ 「宇津井健80歳 馬上人生を過ぐ」（2011年11月22日、NHK BSプレミアム）[20]

### クイズ番組
- 親知らずバラエティー 天使の仮面!!（ABC / テレビ朝日） - 後期・レギュラー

### 情報番組
- 特命リサーチ200X（日本テレビ） - 漆原専務 役

### ミュージックビデオ
- 歌う血液〜宇津井健の加圧トレーニングのテーマ（2012年10月3日）

### CM
- サントリーレッド（サントリー）
- リストライオン（ライオン）
- 大正漢方胃腸薬（大正製薬）
- KDDI（au） - 簡単ケータイS編